# S-Bahn-Boykott
Der S-Bahn-Boykott war 1961 in West-Berlin eine Protestmaßnahme gegen den Bau der Berliner Mauer, zu der der damalige Regierende Bürgermeister Willy Brandt gemeinsam mit dem DGB aufrief. Die Deutsche Reichsbahn (DR) betrieb damals die Eisenbahn auch in West-Berlin. Der Streik sollte die DM-Einnahmen der DDR schmälern.

## Hintergrund
Nach dem Zweiten Weltkrieg übertrugen die Alliierten die Verantwortung für den Betrieb der Eisenbahn (Fern-, Güter- und S-Bahn-Verkehr) auch in den Berliner Sektoren der Westalliierten der DR. Mit der fortschreitenden deutschen Teilung wurde dieser Zustand für West-Berlin immer weniger akzeptabel. Die DDR nahm auf diese Art und Weise Devisen ein, da die Fahrkarten in West-Berlin in DM bezahlt werden mussten, während viele Kosten lediglich in Mark der DDR entstanden. Zudem behielt die DDR unerwünschten Einfluss auf die West-Berliner Infrastruktur, so konnte sie z. B. Straßenbauvorhaben (wie die Weiterführung der Stadtautobahn am Sachsendamm) jahrelang behindern.
Schon 1951 rief der Deutsche Gewerkschaftsbund (DGB) zu einem Boykott der S-Bahn auf, nachdem die DDR begonnen hatte, Gebühren für Durchfahrten durch ihr Gebiet zu erheben. Dieser Aufruf wurde von der Bevölkerung jedoch zunächst wenig beachtet. Das spezielle Engagement des DGB lässt sich nicht nur durch die Loyalität der Bundesrepublik zu West-Berlin, sondern auch dadurch erklären, dass der DGB bei der DR keine engen Kontakte knüpfen konnte, da er als West-Gewerkschaft vom Ost-Unternehmen nicht als Ansprechpartner akzeptiert wurde. So stellten die niedrigen S-Bahn-Fahrpreise der Reichsbahn auch eine Gefahr für DGB-Lohnforderungen gegenüber der BVG dar.
Nach dem Mauerbau 1961, als die Lage in der Stadt eskalierte, boykottierten immer mehr West-Berliner – durch Studenten, den DGB und die sogenannte „Springer-Presse“ dazu aufgerufen – die S-Bahn und drückten auch auf diese Weise ihren Unmut über die Berliner Mauer aus.
Diese Art des Protests wurde vom Senat stillschweigend zustimmend hingenommen, denn auf diese Weise gelang es, eine hochgefährliche Situation direkt an der Mauer (West-Berliner Demonstranten gegen Ost-Berliner bewaffnete Kräfte) in eine ungefährliche Richtung abzuleiten: Die Ablehnung der Mauer äußerte sich nun durch einen Boykott von „Ulbrichts S-Bahn“.

## Hergang
Die DDR begann mit den Absperrmaßnahmen zum Bau der Berliner Mauer am 13. August 1961.
Willy Brandt sagte in einer öffentlichen Rede vor dem Schöneberger Rathaus am 16. August 1961 vor tausenden Zuhörern: „Es ist unzumutbar, daß die Westgeldeinnahmen der S-Bahn für den Einkauf des Stacheldrahts verwendet werden.“
Etwa einen Monat später, am 17. September, erfolgte ein erneuter Boykottaufruf. Lautstark verkündeten Posten mit Slogans wie „Der S-Bahn-Fahrer zahlt den Stacheldraht“ oder „Keinen Pfennig mehr für Ulbricht“ ihren Unmut an den S-Bahnhöfen.
Der Boykottaufruf wurde von der Berliner Bevölkerung angenommen. Die West-Berliner Verkehrsbetriebe BVG richteten einen Konkurrenzverkehr mit Bussen ein, und es wurden an U-Bahnhöfen, in Netzplänen, auf den Richtungsschildern von Bussen und Straßenbahnen und sogar in Reiseführern Hinweise auf die S-Bahn entfernt. Nachdem sich der Boykott über Jahre hinzog und kein Ende in Sicht war, begann man, auch U-Bahn-Strecken parallel zur S-Bahn zu planen und zu bauen.

## Wirkung
Eine erste Reaktion der DR war ein offener Brief des Direktors an die West-Berliner Fahrgäste. Für die DDR entstand ein großer finanzieller Schaden, da die notwendigen Aufwendungen wegen der Betriebspflicht weiterliefen, die Deviseneinnahmen jedoch fast völlig ausfielen. Die Fahrgastzahlen sanken von rund 500.000 Fahrgästen pro Tag vor dem Mauerbau auf weniger als 50.000 danach. Die der DR dadurch entstehenden finanziellen Verluste werden auf 120–140 Millionen DM pro Jahr beziffert.
Die Verkehrssicherheit der Bahn wurde immer sichergestellt, allerdings unterblieben Investitionen, sodass die kaum genutzten Bahnhöfe verwahrlosten. Die leeren Gebäude lockten Kriminelle an, wodurch die Bevölkerung noch mehr abgeschreckt wurde. Hierdurch, und weil die ursprünglich niedrigen Fahrpreise nach und nach erhöht wurden, verlor die S-Bahn in West-Berlin immer mehr an Bedeutung.
Die DR bot schon in den 1970er Jahren dem West-Berliner Senat mehrfach die Verpachtung der S-Bahn an, was von diesem jedoch stets mit dem Hinweis zurückgewiesen wurde, man könne nur verpachten, was einem auch gehöre. Tatsächlich gehörte die S-Bahn nicht der Deutschen Reichsbahn, sie hatte lediglich die Betriebsrechte, aber keinerlei Eigentum.
Fahrplaneinschränkungen zur Kosteneinsparung in den 1980er Jahren mündeten in den zweiten Streik der West-Berliner DR-Bediensteten. Als Folge kam es zu zahlreichen Kündigungen, weiteren Einschränkungen und Einstellung des Betriebes auf einigen S-Bahn-Strecken.
Die Situation gipfelte im Herbst 1983 in der Ankündigung der DR, den S-Bahn-Verkehr in West-Berlin zum Jahresende komplett einzustellen. Nach Verhandlungen des West-Berliner Senats mit den zuständigen Gremien in Ost-Berlin und Genehmigung der Alliierten übernahm am 9. Januar 1984 mit Betriebsbeginn die BVG den Betrieb der West-Berliner S-Bahn von der Deutschen Reichsbahn.